# Sikabonyi Antal
Sikabonyi Antal, születési nevén Steiner Antal Károly (Szőny, 1886. november 24. – Budapest, 1948. december 29.) irodalomtörténész, kritikus.

## Életútja
Steiner Miklós és Sikabonyi Angyal Karolina fiaként született. Budapesten szerezte meg bölcsészeti doktorátusát. Steiner családi nevét 1910-ben változtatta Sikabonyira.
1911-ben került az Országos Széchényi Könyvtárhoz, ahol mint tisztviselő dolgozott, majd 1930-tól a külügyminisztérium könyvtárát vezette. Szerkesztője volt a Magyar Bibliofil Szemlének. Eleinte verseket és novellákat írt, majd irodalom- és művészettörténeti tanulmányokat publikált. 1915. május 27-én Budapesten, a Ferencvárosban házasságot kötött Gortvay Ilona Margittal, Gortvay Bertalan és Karácsonyi Vilma lányával, akitől később elvált. 1932. február 29-én Budapesten feleségül vette György Zsuzsanna Renét, György Alfréd és Ertl Matild Mónika lányát, 1933-ban váltak el.
A Fiumei úti sírkertben nyugszik (34-15-4). 2004 óta védett, fatáblával jelzett sírhelyére az új síremlékét 2010 tavaszára emeltette a Nemzeti Emlékhely és Kegyeleti Bizottság.

## Fontosabb művei
- Komjáthy Jenő (életrajz, Bp., 1909)
- Az alkotó lélek és a háború (Bp., 1918)
- Az irodalom és a művészetek mai hivatásáról (Bp., 1921)
- Petőfi és Arany barátsága (Bp., 1923)
- Jókai és Komárom (Bp., 1925)
- Rákosi Jenő a publicista (Bp., 1930)
- Az 1940. évi külpolitikai érdekű irodalom (Bp.. 1941)